# Америка: Фильм
«Америка: Фильм» (англ. America: The Motion Picture) — американский анимационный научно-фантастический комедийный фильм, основанный на истории Отцов-основателей США и Американской революции. Фильм снят режиссёром Мэттом Томпсоном (его полнометражный режиссёрский дебют) по сценарию Дэйва Каллахэма. Главных персонажей озвучили Ченнинг Татум (также продюсер фильма), Джейсон Мандзукас, Оливия Манн, Бобби Мойнахан, Джуди Грир, Уилл Форте, Рауль Макс Трухильо, Киллер Майк, Саймон Пегг и Энди Сэмберг. Фильм в пародийной манере рассказывает историю борьбы Джорджа Вашингтона с британским колонизаторами.
Премьера картины состоялась 30 июня 2021 года на Netflix. Она получила в основном отрицательные отзывы от критиков за сценарий и юмор, однако похвалы удостоились концепты, анимация и озвучка.

## Обзор

### Стиль
В фильме в качестве комедийного приёма использовано множество анахронизмов, исторических неточностей и америцентризм. Изменены даты жизни и роли различных исторических личностей, факты, битвы, изобретения и технологии. Многие предстоящие на момент действия фильма события и личности из американской истории перенесены в 1776 год.

### Сюжет
В январе 1776 года, сразу подписания Декларации независимости, появляется Бенедикт Арнольд, который убивает её подписантов, взрывает Индепенденс-холл и забирает текст Декларации. Затем он отправляется в Театр Форда, где Джордж Вашингтон и его друг детства Авраам Линкольн смотрят спектакль. На глазах Линкольна Арнольд рвёт Декларацию, превращается в оборотня и убивает его. Умирая, Авраам просит Джорджа довести до конца Американскую революцию и назвать освобождённую страну «Америкой».
На похоронах Линкольна Вашингтон знакомится с Мартой Дэндридж, которая после полового акта убеждает его продолжить революцию. Стремясь собрать сильную команду, Джордж объединяется с баламутом Сэмюэлом Адамсом, женщиной-учёной Томас Эдисон, индейцем-охотником Джеронимо и чемпионом скачек на лошадях Полом Ревиром. Они планируют напасть на Арнольда в баре «Вьетнам». Хотя врагу удаётся скрыться, герои не считают это поражением. Они просят кузнеца Джона Генри выковать серебряную пулю, которая убьёт Арнольда. Чтобы достать серебро, герои отправляются в Бостон и готовятся украсть серебряные ложки с «Титаника». На борту корабля им становится известно, что британцы окунают людей в чай с целью переманить их на свою сторону. Также героям становится известно о разработке британцами секретного супероружия, однако они не успевают забрать чертежи, поскольку по их вине корабль тонет. Сэмюэл предлагает сказать общественности, что «Титаник» врезался в айсберг, а героев никогда не было на месте происшествия.
Арнольд похищает Марту, намереваясь выдать её замуж за короля Якова. Вашингтон решает разузнать о Гёттисбергском адресе, где проходит тайная встреча Бенедикта и короля. Мероприятие оказывается засадой, в которой Клайд, конь Ревира, жертвует собой и погибает. Король Яков появляется в виде голограммы и вызывает Вашингтона на битву на Поле истощения, которая должна состояться утром следующего дня. Вскоре после этого, Арнольд убивает короля и собирается завоевать мир самостоятельно. На следующий день, британская армия противостоит американской армии, собранной Вашингтоном. Помимо обычных солдат на стороне британцев сражаются Биг-Бен в виде Трансформера, лондонские автобусы в виде шагоходов AT-AT и Арнольд на летающем корабле в форме короны. На стороне американцев, тем временем, сражаются гигантский Поль Баньян и синий бык Бэйб, а также индейцы, мексиканцы, афроамериканцы, азиаты и арабы, рейверы и Ревир, соединивший себя с останками Клайда с помощью нанотехнологий.
В процессе битвы британцы пытаются запитать облака гигантским пакетиками чая и вызвать чайный дождь. Эдисон, благодаря силе науки, удаётся изменить полярность жидкости и превратить её в пиво. Когда падает пивной дождь, все британцы становятся американцами, и Марта, которая ранее попала под воздействие чая, становится живой Статуей Свободы. Бенедикт Арнольд превращается в мегаволка, однако героям удаётся его победить с помощью серебряной пули, выпущенной Генри.
Спустя шесть месяцев, 4 июля 1776 года, Вашингтон проводит торжественное открытие Америки у монумента своего имени. Когда Джордж велит Бэю Юймину построить на противоположном берегу водоёма мемориал своему лучшему другу, появляется призрак Эйба. Он отдаёт ему склеенную скотчем Декларацию, а Сэмюэл становится дядей для новорождённого сына Джорджа, Дензела. Инаугурация оказывается сорвана, когда люди в толпе начинают драться друг с другом из-за споров о расизме, аболиционизме, правах женщин, возвращении земли индейцам, праве на хранение и ношение оружия, однополых браках, религиозном фанатизме, здравоохранении и справедливом суде, заставляя Вашингтона волноваться о Будущем своей страны.

## В ролях
- Ченнинг Татум — Джордж Вашингтон
  - Русский дубляж: Даниил Эльдаров
- Джейсон Мандзукас — Сэмюэл «Дядя Сэм» Адамс
  - Русский дубляж: Александр Скиданов
- Оливия Манн — Томас Эдисон
  - Русский дубляж: Марина Волкова
- Бобби Мойнахан — Пол Ревир
  - Русский дубляж: Илья Сланевский
- Джуди Грир — Марта Вашингтон
  - Русский дубляж: Анастасия Жаркова
- Уилл Форте — Авраам «Эйб» Линкольн
  - Русский дубляж: Иван Калинин
- Рауль Макс Трухильо — Джеронимо
  - Русский дубляж: Александр Хошабаев
- Киллер Майк — Джон Генри / Кузнец
  - Русский дубляж: Евгений Толоконников
- Саймон Пегг — король Яков
  - Русский дубляж: Александр Воронов
- Энди Сэмберг — Бенедикт «Пухлячок» Арнольд
  - Русский дубляж: Константин Карасик
- Карлос Алазраки — Клайд
- Джейсон Барнс — красный мундир
- Дэйв Каллахэм — Бэй Юймин / ЛГБТК-активист
- Кристиан Дэнли — здравомыслящий человек / бро / красный мундир
- Джефф Фастнер — Бен Франклин
- Кевин Джиллес — Джон Уилкс Бут / охранник на «Титанике»
- Зебби Джиллиспай — перевозчик / бро / Манчестер
- Крис Грей — видный деятель / наездник
- Ияд Хаджджадж — сторонник гражданского права
- Джаред Хикман — бро-колонист / горожанин / красный мундир
- Нил Холман — колонист / континентальной конгрессмен / фельдмаршал
- Джей Лароуз — индеец-активист
- Меган Лихи — Клара Бартон
- Эмбер Нэш — феминистка / анти-ЛГБТК-активистка
- Марк Патерсон — главный инженер
- Патрик Пайпер — подавитель избирателей / Сэмюэл Адемс
- Дэйв Робертс — рассказчик
- Эрик Симс — Томас Джефферсон
- Майк Шац — Фредерик Ксавьер Кинко / сторонник Хэнкока
- Мэтт Томпсон — Джон Хэнкок / колонист / земельный активист
- Лаки Йейтс — бейсбольный комментатор / второй сторонник поправок

## Производство
В марте 2017 года продюсеры Фил Лорд и Кристофер Миллер объявили о том, что спродюсируют анимационный фильм для взрослой аудитории по заказу Netflix под названием «Америка: Фильм» наряду с Уиллом Аллегрой, Мэттом Томпсоном, Адамом Ридом, Ченнингом Татумом, Ридом Кэролином и Питером Кирнаном. Сценарий написал Дэйв Каллахэм, а место режиссёра занял Томпсон.

## Отзывы критиков
На сайте-агрегаторе Rotten Tomatoes фильм имеет рейтинг 35 % на основе 49 рецензий со средней оценкой 5 / 10. Консенсус сайта гласит: «Америка: Фильм, определённо, вопиющий и, возможно, патриотичный — беда в том, что он также не очень смешной». На сайте Metacritic лента имеет рейтинг 38 баллов из 100 на основе 18 рецензий, что соответствует статусу «в целом неблагоприятные отзывы».